# Gaozhou

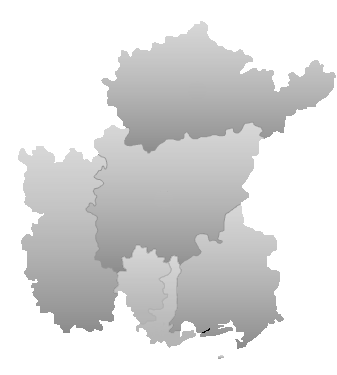
Lage des kreisfreien Stadt Gaozhou im Gebiet der bezirksfreien Stadt Maoming

Die Stadt Gaozhou (chinesisch 高州市, Pinyin Gāozhōu Shì) ist eine kreisfreie Stadt in der Provinz Guangdong der Volksrepublik China. Sie gehört zum Verwaltungsgebiet der bezirksfreien Stadt Maoming. Gaozhou hat eine Fläche von 3.271 km² und zählt 1.328.657 Einwohner (Stand: Zensus 2020).